# Каннингем, Алан (генерал)
Сэр Алан Гордон Каннингем (англ. Sir Alan Gordon Cunningham; 1 мая 1887 — 30 января 1983) — британский генерал, известный победами над итальянскими войсками в ходе Восточноафриканской кампании. Младший брат первого морского Лорда Адмиралтейства Эндрю Брауна Каннингема.

## Биография
Алан Гордон Каннингем родился в Дублине. Окончил Челтнемский колледж и Королевскую военную академию. На службе в Британской армии с 1906 года. За службу во время Первой мировой войны получил Военный крест (1915) и Орден «За выдающиеся заслуги» (1918).
Во время Второй мировой войны во главе Восточно-Африканского командования прославился победами над итальянскими войсками в ходе Восточно-Африканской кампании. Под его командованием Британская армия захватила в плен 50 000 человек, потеряв лишь 500 человек личного состава. 
Во время Северо-Африканской кампании недолгое время командовал 8-й армией — с 10 сентября по 26 ноября 1941 года, после чего Главнокомандующий на Среднем Востоке Клод Окинлек отстранил его от командования армией и назначил на его место Нила Ритчи. 
С 11.11.1942 был начальником штабного колледжа в Кемберли, с 29.7.1943 — главнокомандующим в Северной Ирландии, с 1.12.1944 — начальником Восточного командования. 
21.11.1945 был назначен Верховным комиссаром и главнокомандующим в Палестине, а также Верховным комиссаром Трансиордании. 
30.10.1946 вышел в отставку. В 1951-63 годах был президентом Совета Челгенхэмского колледжа.